# Свекровкина, Екатерина Алексеевна
Екатерина Алексеевна Свекровкина (род. 16 сентября 1993) — российская самбистка, чемпионка России среди юниоров 2013 года, бронзовый призёр чемпионата России среди студентов 2015 года, бронзовый призёр чемпионата России 2013 года, бронзовый призёр Кубка России 2012 года, мастер спорта России. Выступала в полутяжёлой весовой категории (до 80 кг). Наставником Свекровкиной был А. М. Тугарев.

## Спортивные достижения
- Кубок России по самбо 2012 года — [1];
- Первенство России по самбо среди юниоров 2013 года, Верхняя Пышма — [2];
- Чемпионат России по самбо среди женщин 2013 года — ;
- Первенство мира по самбо среди юниоров 2013 года, Салоники — [3];
- Чемпионат России по самбо среди студентов 2015 года — [4];